# スナック女子にハイボールを
『スナック女子にハイボールを』（スナックじょしにハイボールを）は、2024年4月5日から6月7日にかけて放送されたテレビドラマ。主演は山口紗弥加と北香那。全10話。中京テレビ制作。

## 概要
昭和レトロな雰囲気あふれるスナック「マーガレット」を舞台に、OLのさつきがスナック通いにハマり、ママや常連客と出会い、ハイボール片手に日々のストレスを癒していく姿を描いたシチュエーションコメディ。

## 出演
- ママ - 山口紗弥加
- さつき - 北香那
- 宮西 - マギー
- 友部 - 浜野謙太
- 堀 - 加治将樹
- てっちゃん - 堀井新太
- モンさん - 伊藤一朗（Every Little Thing）
- 西山 - 吉見一豊

## スタッフ
- 脚本 - 加納愛子（Aマッソ）
- 監督 - 有働佳史・高階貴法
- 音楽 - 吉田ゐさお
- チーフプロデューサー - 池田京平（中京テレビ）
- プロデューサー - 加藤康介（ワタナベエンターテインメント）